# Tronco tirolinguofaringofacial
El tronco tirolinguofaringofacial es un tronco venoso presente en la región cervical de las personas. Recibe sangre procedente de la vena lingual, vena tiroidea superior, vena faringea y vena facial. Drena en la vena yugular interna muy cerca del borde superior del cartílago tiroides.
Este tronco venoso fue descrito por el cirujano francés Louis Hubert Farabeuf y puede presentar numerosas variaciones anatómicas. Si está formado únicamente por las venas tiroidea superior, lingual y facial, recibe el nombre de tronco tirolinguofacial.